# 党卫队海斯迈尔上级集团领袖事务部
党卫队海斯迈尔上级集团领袖事务部（德語：Hauptamt Dienststelle SS-Obergruppenführer Heißmeyer）是党卫队的部门之一，它是党卫队上级集团领袖奥古斯特·海斯迈尔的办公部门。

## 历史

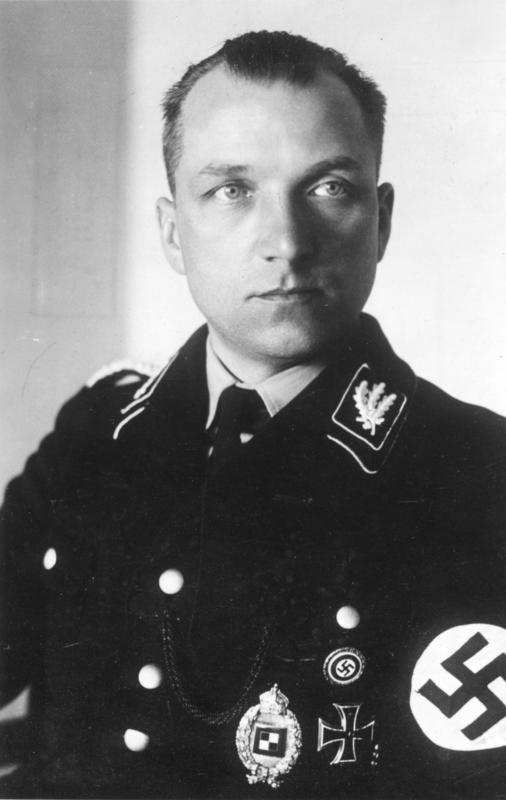
党卫队上级集团领袖奥古斯特·海斯迈尔

党卫队海斯迈尔上级集团领袖事务部由党卫队上级集团领袖奥古斯特·海斯迈尔于1940年建立来处理自己的个人事物，如国家政治教育学院和集中营的管理事务等。该部的部长一直是奥古斯特·海斯迈尔。
纳粹德国的国家政治教育学院招募的学生主要是年轻人，它是给冲锋队和党卫队培养青年领导人的地方，党卫队海斯迈尔上级集团领袖事务部掌握着国家政治教育学院，这使得它对纳粹德国的青年军官有着重要的影响力。